# It's Good to Be Alive
It's Good to Be Alive is een Amerikaanse speelfilm uit 1974, geregisseerd door Michael Landon. De film is gebaseerd op de Autobiografie It's Good to Be Alive (1960) van Roy Campanella.

## Rolverdeling
| Acteur            | Personage               |
| ----------------- | ----------------------- |
| Paul Winfield     | Roy Campanella          |
| Eric Woods        | Roy Campanella als kind |
| Louis Gossett jr. | Sam Brockington         |
| Ruby Dee          | Ruthe Campanella        |
| Ramon Bieri       | Walter O'Malley         |
| Joe De Santis     | Roy Campanella's vader  |
| Ty Henderson      | David Campanella        |
| Ketty Lester      | Roy Campanella's moeder |
| Julian Burton     | Rusk                    |
| Lloyd Gough       | chirurg                 |
| Len Lesser        | Man aan ongeval         |
| Roy Campanella    | zichzelf                |
| Roxie Files       | haarzelf                |